# 花月杀手：奥色治谋杀案与联邦调查局的诞生
《花月杀手：奥色治谋杀案与联邦调查局的诞生》（英語：Killers of the Flower Moon: The Osage Murders and the Birth of the FBI）是美国记者大衛·格雷恩的第三部非虚构类書籍。这本书于2017年4月18日由双日出版社出版。《时代》杂志将《花月杀手》列为2017年十大非虚构类图书之一。
該書被馬田·史高西斯改編成電影《花月殺手》，於2023年10月上映。

## 大纲
这本书调查了1920年代初在俄克拉荷马州的奧塞奇縣发生的一系列谋杀富有奧塞奇人的案件，当时在他们的土地下面发现了大量的石油储量。官方数据显示，被谋杀的富有的正统血统奧塞奇美洲原住民至少有20人，但本书作者格雷恩怀疑，可能还有数百人因为与石油有关而被杀害。该书指出牧场主威廉·哈爾是谋杀案背后的主谋，并提出了详细的证据。本案也成为了联邦调查局（FBI）筹备建立的契机，是其参与调查的首个重大案件。

## 评价
《滚石》杂志的肖恩·伍兹写道：“在他精湛的新书中……格雷恩记载了一个关于谋杀、背叛、英雄主义和一个国家努力将其边疆文化抛在脑后并进入现代世界的故事……充满了我们过去几乎神话般的人物——坚忍的德克萨斯游骑兵、腐败的强盗贵族、私家侦探以及像阿尔·斯宾塞（Al Spencer）帮这样的杀人暴徒——格雷恩的故事相当于美国边境的秘密历史。”《出版商周刊》的一位评论家写道：“《纽约客》特约撰稿人格雷恩（《迷失Z城》作者）在这部扣人心弦的真实犯罪小说中彰显了他作为一个出色的叙述人的声誉，这部小说重新审视了20世纪20年代发生在俄克拉荷马州的一系列令人费解、令人恐惧和相对不为人知的谋杀狂欢。”《卫报》的艾德·瓦利艾米说：“在格雷恩之前的一个世纪里，美国白人对原住民的种族灭绝是人类对原住民视之为神圣的自然世界大屠杀的隐喻。格兰的书是这原始、可怕的暴行中一段及时又令人不安的章节。”
《光明日报》编辑总结了2017年度亚马逊、巴诺书店、《娱乐周刊》、《时尚先生》、《GQ》、《赫芬顿邮报》、《科克斯》、《洛杉矶时报》、《纽约时报》、《华盛顿新闻报》、《出版商周刊》、《时代周刊》、《今日美国》、《Vogue》、《华尔街日报》、《华盛顿邮报》以及《纽约杂志》旗下的Vulture网站等发布的年度最佳图书榜单，《花月杀手》以8次被推荐而位列“非虚构类图书”榜首。其中，亚马逊年度十佳图书榜单上排第2，而《时代周刊》年度十佳图书榜上则排名第9。

## 改编电影
該書被改編成電影，由馬田·史高西斯執導，主演是莱昂纳多·迪卡普里奥、羅拔·迪尼路、莉莉·格萊斯頓和傑西·普萊蒙。